# Навчальна програма
Навчальна програма — нормативний документ, який окреслює коло основних знань, умінь та навичок, що підлягають засвоєнню з кожного окремо взятого навчального предмету. Містить перелік тем матеріалу, що вивчається, рекомендації щодо кількості годин на кожну тему, розподіл тем за роками навчання та час, відведений на вивчення всього курсу.
Навчальні програми поділяються на:
- типові програми;
- робочі програми.

Навча́льна програ́ма дисципліни визначає її місце і значення у процесі формування фахівця, її загальний зміст, знання та уміння, які набуває студент у результаті вивчення дисципліни. Наводить дані про обсяг дисципліни у годинах та кредитах, перелік тем та видів занять, дані про підсумковий контроль тощо.
Типóва прогрáма з навчáльного предмéта є документом, що визначає обов'язкову компоненту змісту професійно-технічної освіти у визначеній предметом галузі знань і параметри засвоєння навчального матеріалу з конкретного навчального предмета. Програма містить назву предмета, найменування і зміст навчальних тем, розподіл навчального часу на їх вивчення та очікуваний результат засвоєння навчального матеріалу.
Комп'ютерні програми навчального призначення можуть бути класифіковані по типам наступним чином:
- комп'ютерні підручники
- предметно-орієнтовані середовища (мікросвіти, моделюючі програми, навчальні пакети, тощо);
- лабораторні практикуми;
- тренажери;
- контролюючі програми;
- довідники, бази даних навчального призначення.

### Комп'ютерний підручник
Комп'ютерний підручник — це програмно-методичний комплекс, що забезпечує можливість самостійно засвоїти навчальний курс або його великий розділ. Він поєднує в собі властивості звичайного підручника, довідника, задачника, лабораторного практикума та володіє наступними властивостями:
- забезпечує оптимальну для кожного конкретного користувача послідовність і обсяг різноманітних форм роботи з курсом, що складається з чередування вивчення теорії, розбору прикладів, методів розв'язання типових задач, відпрацювання навичок розв'язання типових задач, проведення самостійних досліджень та формування мотивів подальшої пізнавальної діяльності;
- забезпечує можливість самоконтролю якості придбаних знань і навичок;
- прищеплює навички дослідницької діяльності;
- економить час учня, необхідний для вивчення курсу.

Комп'ютерний підручник може бути реалізований в вигляді книжки з комплектом дискет або CD-ROM. Книжка являє собою керівництво з вивчення курсу, що містить:
- виклад теорії, прикладів, методів розв'язання задач;
- рекомендації для звернення до програмних продуктів;
- усі робочі інструкції з програмної частини комплексу;
- засоби контролю знань.

Дискета містить навчальні програми різноманітних типів, що забезпечують комп'ютерну підтримку курсу.
Вимоги до комп'ютерного підручника:

- повинен дозволяти вивчити курс, користуючись тільки книгою та програмним забезпеченням;
- повинен надавати студенту оптимальне поєднання різноманітних засобів вивчення курсу;
- всі інструкції по використанню програмного забезпечення (якщо вони потрібні) повинні бути наведені в тексті підручника в відповідних місцях;
- кожний елемент програмного забезпечення повинен задовольняти всім вимогам, що подаються до програм відповідного типу.

### Предметно-орієнтовані середовища
Предметно-орієнтовані середовища (мікросвіти, моделюючі програми, навчально-розрахункові програми, навчальні пакети та інші) — це програма, пакет програм, що дозволяє оперувати об'єктами деякого класу. Середовище реалізує відношення між об'єктами, операції над об'єктами і відношеннями, відповідні їхньому визначенню, а також забезпечує наочне подання об'єктів і їхніх властивостей. Прикладами таких мікросвітів може бути середовища Лого, Derive. Студент оперує об'єктами середовища, керуючись методичними вказівками, з метою досягнення поставленої дидактичної задачі, або проводить дослідження, мета і задачі якого поставлені.
Вимоги до предметно-орієнтованого середовища:

- при моделюванні об'єктів і відношень повинні зберігатися узвичаєні позначки і термінологія;
- повинна мати довідковий режим, що містить визначення всіх об'єктів, які використовуються, відношень та довідковий режим з описом правил роботи.
- методична документація повинна містити теоретичні відомості про об'єкт, що вивчається, та методи його дослідження.

### Лабораторний практикум
Програми цього типу призначені для проведення спостережень над об'єктами, їхніми взаємозв'язками або деякими їхніми властивостями, для обробки результатів спостережень, для їхнього чисельного і графічного подання, для дослідження різноманітних аспектів використання цих об'єктів на практиці.
Вимоги до лабораторного практикуму:

- повинні бути чітко визначена мета експерименту, описані засоби і методики проведення експерименту, засоби обробки та аналізу експериментальних даних, форми звіту;
- у документації необхідно навести зразок форми звіту і приклади, що в повному обсязі реалізують методичні вимоги.

### Тренажери
Тренажери визначені для відпрацювання і закріплення технічних навичок розв'язання задач. Вони забезпечують отримання інформації по теорії і прийомам розв'язання задач, тренування на різноманітних рівнях самостійності, контроль та самоконтроль, надають допоміжні засоби (калькулятор, таблиці, «записная книжка», автоматичне розв'язання підзадач та інше). Тренажери, як правило, включають режими: теорія, демонстрація прикладів, робота з репетитором, самостійна робота, самоконтроль.
Вимоги до тренажерів:

- повинні бути чітко визначені види навичок, для засвоєння яких визначений тренажер;
- необхідні теоретичні відомості повинні бути сформульовані максимально стисло;
- доступ до теоретичних відомостей повинен бути забезпечений з будь-якого режиму, окрім контрольного;
- у режимі репетитора бажано передбачити всі можливі шляхи розв'язання;
- при самостійній роботі повинна бути передбачена відміна помилкових дій;
- темп просування повинен визначатися самим студентом;
- повинні бути відвернуті стомлення і втрата інтересу, зумовлені неминучою для даного класу програм одноманітністю дій учня;
- порядок і форма запису розв'язання задачі на екрані повинні бути максимально наближені до прийнятих в предметній області;
- повинно бути забезпечене протоколювання дій студента; — порядок подання завдань повинен бути направлений від простих до складних.

### Програми-контролери
Програми-контролери — це програмні засоби, призначені для перевірки (оцінки) якості знань або тестування.
Вимоги до програм-контролерів:
- повинні надавати можливість введення відповіді в формі, максимально близької до прийнятих в предметній області;
- повинні забезпечити адекватний аналіз відповіді, що відрізняє друкарську помилку від помилки, та розпізнавання правильної відповіді в будь-якій з еквівалентних форм її подання;
- не повинні пропонувати студенту вибирати відповідь зі списку, що містить свідомо неправильні затвердження;
- повинні бути забезпечені фіксація результатів контролю, їхнє зберігання, роздрук та статистичний аналіз.

### Комп'ютерні довідники, бази даних навчального призначення
Програми цього класу призначені для зберігання та подання студенту різноманітної навчальної інформації довідкового характеру. Для них характерні ієрархічна організація матеріалу та засоби швидкого пошуку інформації за різноманітними ознаками або за контекстом.
Вимоги до комп'ютерних довідників, баз даних навчального призначення:

- повинна використовуватися стандартна форма подання знань;
- повинна бути забезпечена можливість отримання потрібної довідки з будь- якого місця програми;
- повинна бути забезпечена можливість збереження та виводу отриманої довідки;
- повинна бути забезпечена можливість отримання комплексних довідок з відомостями з декількох різноманітних розділів курсу;
- кількість інформації на екрані не повинна перевищувати норми, визначені психолого-педагогічними і гігієнічними вимогами.

Як приклад безкоштовних навчальних програм можна навести:
- Астрофізик ++
- MyTestStudent
- MouseClick
- FileTestReader
- Астрономія 11 (ЗАТ Транспортні системи)
- Neya English для Android

Навчальний посібний з інформатики